# Wereldkampioenschap voetbal 2006 (Groep E) Tsjechië - Italië
Deze pagina is een subpagina van het artikel Wereldkampioenschap voetbal 2006. Hierin wordt de wedstrijd in de groepsfase in groep E tussen Tsjechië en Italië gespeeld op 22 juni 2006 nader uitgelicht.

## Voorbeschouwing
- Voor Italië en Tsjechië is de wedstrijd van levensbelang. Als Ghana de andere wedstrijd in Groep E wint van de VS, is een van de twee ploegen altijd uitgeschakeld. Italië heeft in dat geval genoeg aan een gelijkspel, Tsjechië moet winnen.
- De Tsjechische ploeg is op drie plaatsen gewijzigd. Kovác speelt in plaats van de geschorste Ujfalusi. Polák vervangt Galásek en Baros speelt in de spits voor de geschorste Lokvenc.
- De twee aanvoerders Nedved en Cannavaro zijn clubgenoten bij Juventus.

## Wedstrijdgegevens
| Datum                | 22 juni 2006                | 22 juni 2006                |
| Stadion              | AOL Arena, Hamburg          | AOL Arena, Hamburg          |
| Toeschouwers         | 50.000                      | 50.000                      |
| Scheidsrechter       | Benito Archundia            | Benito Archundia            |
| Assistenten          | José Ramírez Héctor Vergara | José Ramírez Héctor Vergara |
| Vierde man           | Óscar Ruiz                  | Óscar Ruiz                  |
| Man van de wedstrijd | Marco Materazzi             | Marco Materazzi             |
|                      | Tsjechië                    | Italië                      |
| Doelpunten           | 0                           | 2                           |
| Gele kaarten         | 2                           | 1                           |
| Rode kaarten         | 1                           | 0                           |
| Wissels              | 3                           | 3                           |
| Schoten op doel      | 8                           | 6                           |
| Schoten naast doel   | 11                          | 14                          |
| Overtredingen        | 18                          | 17                          |
| Hoekschoppen         | 4                           | 5                           |
| Buitenspel           | 1                           | 1                           |
| Strafschoppen        | 0                           | 0                           |
| Balbezit (tijd)      | 25'00"                      | 25'00"                      |
| Balbezit (%)         | 48%                         | 52%                         |

| Tsjechië | 0 – 2        | Italië |
| |              | 26' Marco Materazzi 87' Filippo Inzaghi |
| Karel Brückner | bondscoach   | Marcello Lippi |
| Petr Čech Zdeněk Grygera David Rozehnal Radoslav Kovac 78' Marek Jankulovski Karel Poborský 46' Tomáš Rosický Pavel Nedvěd Jaroslav Plašil Jan Polák Milan Baroš 64' | opstellingen | Gianluigi Buffon Fabio Grosso Fabio Cannavaro 17' Alessandro Nesta Gennaro Gattuso 74' Mauro Camoranesi Gianluca Zambrotta Simone Perrotta Andrea Pirlo Francesco Totti 60' Alberto Gilardino |
| Jiri Stajner 46' David Jarolim 64' Marek Heinz 78' | wissels      | 17' Marco Materazzi 60' Filippo Inzaghi 74' Simone Barone |
| | gele kaarten | 31' Gennaro Gattuso |
| Jan Polák 35', 45+2' | rode kaarten | |

## Nabeschouwing
- Door de winst is Italië poulewinnaar. Tsjechië is mede door de winst van Ghana uitgeschakeld.

## Overzicht van wedstrijden
| Groepswedstrijden | | | |
| Groep A | Groep B | Groep C | Groep D |
| Duitsland - Costa Rica Polen - Ecuador Duitsland - Polen Ecuador - Costa Rica Ecuador - Duitsland Costa Rica - Polen             | Engeland - Paraguay Trinidad en Tobago - Zweden Engeland - Trinidad en Tobago Zweden - Paraguay Zweden - Engeland Paraguay - Trinidad en Tobago | Argentinië - Ivoorkust Servië en Montenegro - Nederland Argentinië - Servië en Montenegro Nederland - Ivoorkust Nederland - Argentinië Ivoorkust - Servië en Montenegro | Mexico - Iran Angola - Portugal Mexico - Angola Portugal - Iran Portugal - Mexico Iran - Angola                               |
| Groep E | Groep F | Groep G | Groep H |
| Italië - Ghana Verenigde Staten - Tsjechië Italië - Verenigde Staten Tsjechië - Ghana Tsjechië - Italië Ghana - Verenigde Staten | Australië - Japan Brazilië - Kroatië Brazilië - Australië Japan - Kroatië Japan - Brazilië Kroatië - Australië                                  | Frankrijk - Zwitserland Zuid-Korea - Togo Frankrijk - Zuid-Korea Togo - Zwitserland Togo - Frankrijk Zwitserland - Zuid-Korea                                           | Spanje - Oekraïne Tunesië - Saoedi-Arabië Spanje - Tunesië Saoedi-Arabië - Oekraïne Saoedi-Arabië - Spanje Oekraïne - Tunesië |
| Achtste finales | | | |
| Duitsland - Zweden Argentinië - Mexico                                                                                           | Italië - Australië Zwitserland - Oekraïne | Engeland - Ecuador Portugal - Nederland | Brazilië - Ghana Spanje - Frankrijk                                                                                           |
| Kwartfinales | | | |
| Duitsland - Argentinië | Italië - Oekraïne | Engeland - Portugal | Brazilië - Frankrijk |
| Halve finales | | | |
| Duitsland - Italië | Duitsland - Italië | Portugal - Frankrijk | Portugal - Frankrijk |
| Troostfinale | | | |
| Duitsland - Portugal | | | |
| Finale | | | |
| Italië - Frankrijk | | | |